# Frances Schroth
Frances Schroth, de soltera Frances Cowells, (Toledo, Estats Units 1892 - ?) fou una nedadora nord-americana, guanyadora de tres medalles olímpiques.

## Biografia
Va néixer l'11 d'abril de 1892 a la ciutat de Toledo, població situada a l'estat d'Ohio. Es casà amb el jugador de waterpolo i medallista olímpic George Schroth, del qual adoptà el cognom i amb el qual acabà divorciant-se l'any 1924.
Es desconeix la data i lloc de la seva mort.

## Carrera esportiva
Va participar, als 28 anys, en els Jocs Olímpics d'Estiu de 1920 realitzats a Anvers (Bèlgica), on va aconseguir guanyar la medalla d'or en la prova dels relleus 4x100 metres lliures, establint un nou rècord olímpic amb un temps de 5:11.6 minuts al costat de Margaret Woodbridge, Irene Guest i Ethelda Bleibtrey, així com la medalla de bronze en les proves de 100 m. lliures i 300 metres lliures.